# Fulvia Miani Perotti
Fulvia Miani Perotti (Polignano a Mare, 1844 – Cassano delle Murge, 1931) è stata una scrittrice italiana.

## Biografia
Fulvia era figlia di Nicola, avvocato e deputato al Parlamento e della Marchesa la Greca. Fu una donna di spiriti liberali e come scrittrice collaborò a diverse riviste e quotidiani sotto lo pseudonimo di Voluntas. Nel corso della sua vita si dedicò a numerose opere di bene tra cui l’istituzione della prima scuola femminile professionale nell’Italia Meridionale per le figlie dei marinai nella città di Bari. Fu presidente di associazioni cattoliche, delle Dame della Carità e dirigente della Croce Rossa. Nel corso della grande guerra diresse il Comitato di Assistenza civile che forniva assistenza ai soldati e alle loro famiglie. 
Nel 1871 strinse amicizia con Giuseppe Mazzini e si recò varie volte a visitarlo nella fortezza di Gaeta dove era rinchiuso come prigioniero politico. Questi incontri diedero spunto per quattordici lettere che Mazzini le inviò. Quando Mazzini partì per l’esilio, Fulvia e il consorte Gaetano Perotti, che era un ufficiale piemontese, furono puniti. Poiché si erano rifiutati di fornire al Governo le informazioni per rintracciare il patriota il marito venne espulso dall'esercito. 
Al figlio Armando Perotti, che fu un grande poeta pugliese, è intitolata la biblioteca comunale di Cassano delle Murge.

## Intitolazioni

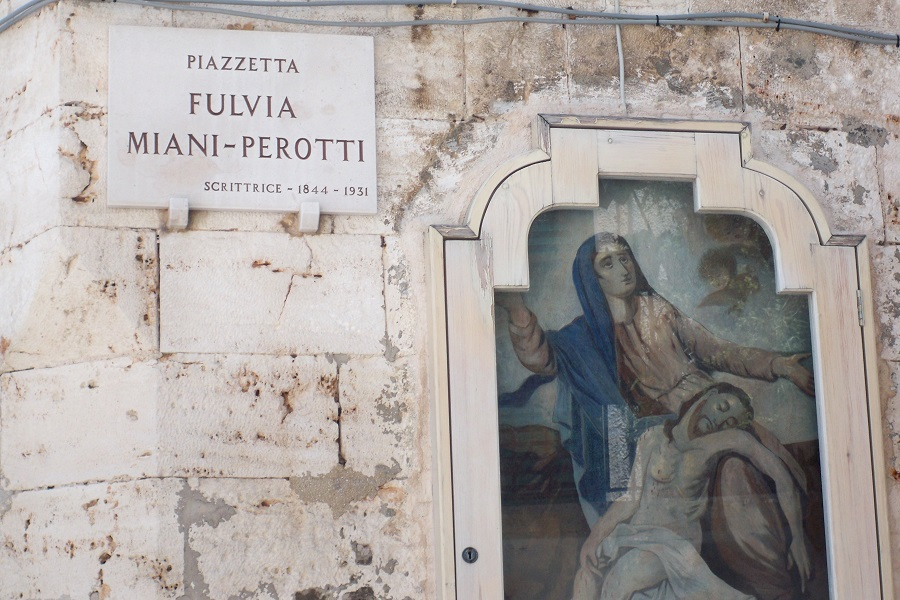
Polignano. Piazzetta Fulvia Miani-Perotti

A Fulvia Miani è stata intitolata una piazzetta del centro storico di Polignano a Mare, dove ha sede il Palazzo Marchesale di famiglia, luogo di nascita della scrittrice.

## Scritti
- Fulvia Perotti dei Miani, Relazione della Presidente delle Dame di Carità in Bari letta nella generale aduanza del 20 gennaio 1888, Trani, V. Vecchi e C., 1888, SBN BA10034818.
- Voluntas, Profili e paesaggi, Trani, Valdemaro Vecchi, 1881.
- Voluntas e commento al testo di Giovanni Narracci, sul colle incantato, Fasano, Schena, 2015.